# Bârza (okręg Caraș-Severin)
Bârza – wieś w Rumunii, w okręgu Caraș-Severin, w gminie Topleț. W 2011 roku liczyła 502 mieszkańców. 